# 金梅草科
金梅草科也叫一叶草科，只有2属3种，仅长在澳大利亚的塔斯马尼亚岛和新喀里多尼亚。 
本科植物都是多年生草本，花瓣6；果实为蒴果，每个包含约20-50个种子。

## 属
- Campynema
- Campynemanthe